# Campeonato Mundial de Bádminton de 2019
El XXV Campeonato Mundial de Bádminton se celebró en Basilea (Suiza) entre el 19 y el 25 de agosto de 2019 bajo la organización de la Federación Mundial de Bádminton (BWF) y la Federación Suiza de Bádminton.
Las competiciones se realizaron en el St. Jakobshalle de la ciudad suiza.

## Calendario
| P | Preliminares | ⅛ | Octavos de final | ¼ | Cuartos de final | ½ | Semifinales | F | Finales |

| Agosto de 2019       | 19 Lun | 20 Mar | 21 Mié | 22 Jue | 23 Vie | 24 Sáb | 25 Dom |
| -------------------- | ------ | ------ | ------ | ------ | ------ | ------ | ------ |
| Individual masculino | P      | P      | P      | ⅛      | ¼      | ½      | F      |
| Dobles masculino     | P      | P      | P      | ⅛      | ¼      | ½      | F      |
| Individual femenino  | P      | P      | P      | ⅛      | ¼      | ½      | F      |
| Dobles femenino      | P      | P      | P      | ⅛      | ¼      | ½      | F      |
| Dobles mixto         | P      | P      | P      | ⅛      | ¼      | ½      | F      |

## Medallistas
| Evento               | Oro                                      | Plata                                                    | Bronce                                                                   |
| -------------------- | ---------------------------------------- | -------------------------------------------------------- | ------------------------------------------------------------------------ |
| Individual masculino | Kento Momota Japón                       | Anders Antonsen Dinamarca                                | Bhamidipati Sai Praneeth India Kantaphon Wangcharoen Tailandia           |
| Dobles masculino     | Mohammad Ahsan Hendra Setiawan Indonesia | Takuro Hoki Yugo Kobayashi Japón                         | Fajar Alfian Muhammad Rian Ardianto Indonesia Li Junhui Liu Yuchen China |
| Individual femenino  | Pusarla Sindhu India                     | Nozomi Okuhara Japón                                     | Chen Yufei China Ratchanok Intanon Tailandia                             |
| Dobles femenino      | Mayu Matsumoto Wakana Nagahara Japón     | Yuki Fukushima Sayaka Hirota Japón                       | Du Yue Li Yinhui China Greysia Polii Apriyani Rahayu Indonesia           |
| Dobles mixto         | Zheng Siwei Huang Yaqiong China          | Dechapol Puavaranukroh Sapsiree Taerattanachai Tailandia | Yuta Watanabe Arisa Higashino Japón Wang Yilyu Huang Dongping China      |

## Medallero
| Núm. | País      | Oro | Plata | Bronce | Total |
| ---- | --------- | --- | ----- | ------ | ----- |
| 1    | Japón     | 2   | 3     | 1      | 6     |
| 2    | China     | 1   | 0     | 4      | 5     |
| 3    | Indonesia | 1   | 0     | 2      | 3     |
| 4    | India     | 1   | 0     | 1      | 2     |
| 5    | Tailandia | 0   | 1     | 2      | 3     |
| 6    | Dinamarca | 0   | 1     | 0      | 1     |
|      | TOTAL     | 5   | 5     | 10     | 20    |